# Proboscina boryi
Proboscina boryi is een mosdiertjessoort uit de familie van de Oncousoeciidae. De wetenschappelijke naam van de soort is voor het eerst geldig gepubliceerd in 1826 door Audouin.